# Pont Gwangan
Le pont Gwangan, ou pont Kwang Ahn (en coréen 광안대교 ou Gwangandaegyo) est un pont, suspendu dans sa partie centrale, situé dans la ville de Pusan, en Corée du Sud. Il relie les arrondissements Haeundae et Suyeong en passant au-dessus de la mer. Le pont s'étend sur une longueur de 7 420 mètres. Il constitue donc le deuxième pont le plus long en Corée du Sud après le pont d'Incheon.

## Situation

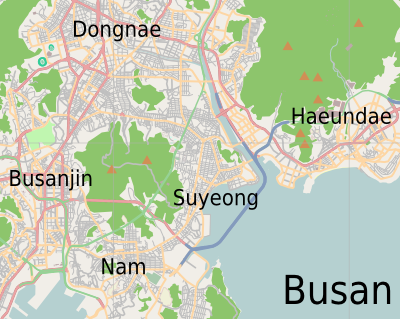
Le pont (en bleu) enjambe la baie de Gwangalli, au large de Suyeong, et rejoint Haeundae.

Le pont Gwangan, aussi appelée « pont diamant (Diamond bridge) » est situé dans la ville de Busan, en Corée du Sud, environ 330 km au sud-est, à vol d'oiseau, de la capitale coréenne Séoul. Enjambant la baie de Gwangalli, dans la partie Sud-Est de la ville, Il relie les extrémités Sud des arrondissements Haeundae et Suyeong. Le dernier kilomètre de l'ouvrage d'art s'étend au-dessus de l'embouchure du fleuve Suyeong.

## Histoire
Au début des années 1990, le ministère coréen de la construction et des transports (en) prend conscience de la nécessité de juguler la congestion routière chronique dans l'arrondissement Haeundae, à Busan. Fin 1993, il décide de faire construire une nouvelle autoroute à péage comprenant un pont enjambant la baie de Gwangalli. Les travaux de construction du pont débutent en décembre 1994, et prennent fin en juin 2002. La facture s'élève à 789,9 milliards de wons (soit environ 570 millions d'euros en juillet 2012). Il fut ouvert au public temporairement durant les jeux asiatiques de 2002 en septembre et octobre 2002. L'ouverture officielle se fit en janvier 2003,,.

## Structure
Le pont Gwangan est un pont à deux étages, d'une longueur totale de 7 420 m,. Il est composé d'un pont suspendu de 900 m de long, d'un pont à poutres en treillis de 720 m, et d'un pont de connexion de 5 800 m. Cette structure métallique en acier d'une largeur variant de 18 à 25 m, est une construction parasismique qui sert de viaduc autoroutier le long de l'entrée de la baie de Gwangalli,.
La conception du pont doit lui permettre de résister à des vents de 45 m/s (environ 160 km/h), à des séismes d'une magnitude 6 sur l'échelle de Richter ainsi qu'à des vagues de 7 m.
La nuit, le pont est illuminé par un éclairage paysager constitué de plus de 7 000 lampes à LED. En quelques occasions spéciales, comme Noël, le Nouvel an, ou encore le festival international des feux d’artifice, un spectacle son et lumière est mis en place.